# Буково (Пловдивская область)
Буково (болг. Буково) — село в Болгарии. Находится в Пловдивской области, входит в общину Первомай. Население составляет 445 человек.

## Политическая ситуация
В местном кметстве Буково, в состав которого входит Буково, должность кмета (старосты) исполняет Метин Реджеб Мюмюн (Движение за права и свободы (ДПС)) по результатам выборов.
Кмет (мэр) общины Первомай — Ангел Атанасов Папазов (коалиция партий: Союз свободной демократии, Земледельческий народный союз) по результатам выборов.